# L'adultera (film 1971)
L'adultera (Beröringen) è un film del 1971, diretto dal regista Ingmar Bergman. Qualche critico vi ha visto un accenno al movimento per la liberazione della donna.
Il film fu un insuccesso dal punto di vista commerciale e mise in difficoltà economiche Bergman, che si risollevò con l'inaspettato successo mondiale di Sussurri e grida.

## Trama
Karin, casalinga svedese madre di due figli adolescenti e moglie del neurologo Andreas, è una donna apparentemente felice. Un giorno inizia una relazione con il giovane archeologo straniero David Kovac, che lavora vicino alla sua casa dove, in una nicchia nascosta, è stata scoperta un'antica statua di legno che raffigura la Madonna. David però è un uomo problematico, provato dalla vita, ebreo sopravvissuto ai campi di concentramento. Il loro rapporto è difficile e dura per due anni fino a quando il marito, venuto a conoscenza della relazione, impone alla moglie di scegliere tra lui e David: Karin sceglie di restare con Andreas.

## Cast
Nel film sono accreditati solamente i quattro protagonisti: il resto del cast è composto da attori e comparse non accreditate.
- Elsa Ebbesen: capo infermiera
- Dennis Gotobed: impiegato inglese
- Staffan Hallerstam: Anders Vergerus
- Barbro Hiort af Ornäs: madre di Karin
- Åke Lindström: dottor Holm
- Ann-Christin Lobråten: impiegata del museo
- Karin Nilsson: vicina di casa
- Maria Nolgård: Agnes Vergerus
- Erik Nyhlén: archeologo
- Bengt Ottekil: fattorino
- Alan Simon: terapeuta al museo
- Per Sjöstrand: terapeuta
- Aino Taube: donna sulle scale
- Mimmo Wåhlander: bambinaia
- Carol Zavis: assistente di bordo

## Titoli con cui è stato distribuito
- A Hora do Amor, Brasile
- O Amante, Portogallo
- Berøringen, Danimarca, 16 febbraio 1972
- Die Berührung, Germania Est
- Berührungen - The Touch, Germania Ovest
- La carcoma[2], Spagna
- I Epafi, Grecia
- Kosketus, Finlandia, 25 dicembre 1971
- Le lien, Francia
- Ha-Maga, Israele (titolo in ebraico)
- The Touch, USA (14 luglio 1971), Gran Bretagna
- El toque, Argentina
- Érintés, Ungheria, 16 agosto 1973
- The Touch - Berøringen, Norvegia

## Produzione
- Location: Gotland, Londra e Stoccolma nei Film-Teknik Studios; dal 14 settembre al 13 novembre 1970.